# Revenu passif
 (avril 2018).
Si vous disposez d'ouvrages ou d'articles de référence ou si vous connaissez des sites web de qualité traitant du thème abordé ici, merci de compléter l'article en donnant les références utiles à sa vérifiabilité et en les liant à la section « Notes et références ».
Un revenu passif est une forme de revenu qui représente un flux de trésorerie perçu sur une base continue qui demande un minimum ou aucun effort de suivi de la part de son bénéficiaire pour le maintenir. En opposition à un revenu actif, qui dépend du temps et de l’intensité du travail fourni, un revenu passif n’est pas corrélé à la productivité ni au temps et ne nécessite pas une présence physique. Néanmoins, la constitution d'un revenu passif nécessite souvent un investissement financier et des efforts importants.
Parmi les exemples de revenus passifs figurent :
- le livre : une part de revenu est versé à l'auteur à chaque vente sans nécessité de travailler pour la percevoir ;
- un investissement en bourse : les prix fluctuent seuls et si la prévision de l'investisseur est bonne, les gains d'argent se font sans action de sa part ;
- un appartement mis en location : chaque mois, le locataire verse un loyer sans intervention du loueur.

## Définition et principes
Le terme de « revenu passif » se compose des deux mots « revenu » et « passif ». Le mot « revenu » est le fait de gagner de l'argent. Le mot « passif » signifie littéralement « sans action ». De manière générale, l'expression « revenu passif » est donc le fait de gagner de l'argent sans ne rien faire.
Cette définition littérale est toutefois perçue de manière abusive. La logique veut qu'il est impossible de percevoir de revenus sans investissement de départ. Cet investissement peut se traduire par un apport financier, un effort physique, un effort intellectuel, etc. Ainsi, le revenu passif n'est autre qu'une autre forme de revenu actif, dont les principales actions pour percevoir de l'argent ont été réalisées en amont.
C'est-à-dire que pour arriver à percevoir un revenu passif, il faut investir (en amont) physiquement, intellectuellement, financièrement et/ou matériellement. À souligner aussi que pour générer un revenu passif, il faut réaliser des actions, bien que moindres en comparaison à celles réalisées pour générer un revenu actif. Par exemple, dans le cas d'un bien immobilier mis en location, le propriétaire doit faire des entretiens et réparations, générer des factures, régler les taxes foncières, etc.